# Proceratophrys salvatori
Proceratophrys salvatori (anteriormente Odontophrynus salvatori) es una especie de anfibios de la familia Odontophrynidae.

## Distribución geográfica
Se encuentra en Brasil.

## Estado de conservación
Se encuentra amenazada de extinción por la pérdida de su hábitat natural.